# Buysse (geslacht)
Buysse is een geslacht dat sinds 1932/1934 tot de Belgische adel behoort.

## Geschiedenis
De bewezen stamreeks begint met Pierre Buysse wiens zoon Louis Buysse op 26 maart 1798 werd geboren, tevens eerste vermelding van dit geslacht. Nakomelingen werden politici, schrijver en stichtten textielfirma's.
De schrijver Cyriel Buysse (1859-1932) werd bij Koninklijk Besluit van 21 juli 1932 erfelijke adeldom verleend met de titel van baron overgaand bij eerstgeboorte. Aangezien hij vier dagen later overleed, heeft hij de patentbrieven niet kunnen lichten en kreeg deze verheffing geen gevolg. Daarop werd zijn weduwe Nelly Dyserinck (1863-1944) op 9 oktober 1934 verheven in de erfelijke adeldom, op dezelfde wijze als haar echtgenoot. Met hun kleinzoon Guy baron Buysse (1937-1981) stierf deze tak in mannelijke lijn uit.
Op 30 juli 1951 werd een verre neef van Cyriel Buysse, Alfred Buysse, verheven in de Belgische adel. Deze tak leeft nog voort. Anno 2018 leefden nog vijf mannelijke afstammelingen, geboren tussen 1960 en 2006.

## Enkele telgen
Louis Buysse (1798-1858)
- Louis Buysse (1830-1901), trouwde met Paule Loveling (1832-1909) zuster van de schrijfsters Rosalie en Virginie Loveling
  - Cyriel Buysse (1859-1932), schrijver; trouwde in 1896 met Nelly barones Dyserinck (1863-1944)
    - René Cyriel baron Buysse (1897-1969), industrieel
      - Guy Cyriel baron Buysse (1937-1981), ambassadesecretaris
      - Jkvr. Nadine Sylvie Buysse (1939-2022), homeopaat en voedingsdeskundige

  - Arthur Buysse (1864-1926), advocaat en volksvertegenwoordiger
  - Alice Buysse (1868-1963), Gents gemeenteraadslid en dierenrechtenactiviste
- Augustin Buysse (1832-1920)
  - Léon-Georges Buysse (1864-1916), trouwde met Marthe Baertsoen (1868-1916), zuster van de schilder Albert Baertsoen
    - Jhr. Alfred Albert George Buysse (1892-1957), oprichter en bestuursvoorzitter N.V. Textilia, oorlogsvrijwilliger, drager van de War Medal General Eisenhower; trouwde met Gilberte Tibbaut (1896-1959), dochter van baron Emile Tibbaut
      - Jhr. Georges Buysse (1924-1997), schilder, kunstadviseur, directeur N.V. Textilia, oorlogsvrijwilliger, Ridder in de Orde van Leopold II, drager van de France-Germany Star en van de verzetsmedaille 
        - Jhr. Alexandre Buysse (1960), universiteitshoogleraar in Quebec, theaterregisseur, gezinshoofd